# Coupe ASOBAL 2014-2015
Navigation
Coupe ASOBAL 2013-2014 Coupe ASOBAL 2015-2016
La Coupe ASOBAL 2014-2015 est la 25e édition de la compétition qui a eu lieu les 20 et 21 décembre 2014 dans le Palais des sports de León.
Elle est remportée par le FC Barcelone pour la 10e fois.

## Équipes engagées et formule
Les équipes engagées sont les trois premières équipes du Championnat d'Espagne 2014-2015 à la fin des matchs aller ainsi que le club hôte, le Club Balonmano Ademar León :
| Rang | Équipe              | Pts | J  | G  | N | P | Bp  | Bc  | Diff |
| ---- | ------------------- | --- | -- | -- | - | - | --- | --- | ---- |
| 1    | FC Barcelone        | 30  | 15 | 15 | 0 | 0 | 561 | 334 | 227  |
| 2    | Naturhouse La Rioja | 26  | 15 | 13 | 0 | 2 | 477 | 400 | 77   |
| 3    | BM Granollers       | 23  | 15 | 11 | 1 | 3 | 410 | 386 | 24   |
| ...  |                     |     |    |    |   |   |     |     |      |
| 7    | CB Ademar León      | 15  | 15 | 6  | 3 | 6 | 446 | 457 | -11  |

Le format de la compétition est une phase finale à 4 (demi-finale, finale) avec élimination directe. L'équipe qui remporte la compétition obtient une place qualificative pour la Ligue des champions 2015-2016.

## Résultats
|  | Demi-finales        | Demi-finales |               |    | Finale | Finale |
|  | Demi-finales        | Demi-finales |               |    | Finale | Finale |
|  |                     |              |               |    |        |        |
|  |                     |              |               |    |        |        |
|  |                     |              |               |    |        |        |
|  | CB Ademar León      | 27           |               |    |        |        |
|  | CB Ademar León      | 27           |               |    |        |        |
|  | BM Granollers       | 30           |               |    |        |        |
|  | BM Granollers       | 30           | BM Granollers | 26 |        |        |
|  |                     |              | BM Granollers | 26 |        |        |
|  |                     | FC Barcelone | 37            |    |        |        |
|  | FC Barcelone        | FC Barcelone | 37            | 39 |        |        |
|  | FC Barcelone        |              |               | 39 |        |        |
|  | Naturhouse La Rioja | 25           |               |    |        |        |
|  | Naturhouse La Rioja | 25           |               |    |        |        |